# Allan Taylor
Allan Taylor (n. 28 de noviembre de 1984) es un jugador de snooker inglés.

## Biografía
Nació en Inglaterra en 1984. Es jugador profesional de snooker desde 2013. No se ha proclamado campeón de ningún torneo de ranking, y su mayor logro hasta la fecha fue alcanzar los dieciseisavos de final, algo que ha conseguido en una docena de ocasiones. Tampoco ha logrado hilar ninguna tacada máxima, y la más alta de su carrera está en 145.